# 山口牧生 (放送作家)
山口 牧生（やまぐち まきお、1947年 - ）は、日本の放送作家。大阪府出身。『パネルクイズ アタック25』では番組開始半年後の1975年8月から地上波での放送が終了した2021年まで46年間、問題作成（肩書は途中から問題アドバイザー）として携わり、番組名物の「アタックチャンス」を発案。

## 来歴・人物
1947年、大阪府生まれ。大学時代に同じ下宿に住んでいた『霊感ヤマ感第六感』の企画者でありディレクターの松本修から問題作成のアルバイトに誘われて、1975年3月より放送作家として活動を始める。
1975年から放送開始した『パネルクイズ アタック25』が視聴率が伸び悩み、局の編成から問題スタッフとして声がかかり、「25分番組が30分番組になるので、どうしたらいいか考えてくれ」とアイデアを求められた。初めて参加した会議の席では「取ったパネルをひとつ消したら、あとの展開が面白くなります」と提案するも、メイン構成者の堤章三に「解答者が取ったものをテレビ局が消すとは、何たることだ」と猛反対されるが、東京から来ていた作家の大野武雄が「それ、面白いんじゃない」と助け船を出したことで実現し、現在まで続く「アタックチャンス」が生まれた。「アタックチャンス」には、長い浪人時代を送ってきた山口の「チャンスが巡ってきたらそれまでの情勢がガラッと変わる。そういう人を勇気づけられるのではないか」という想いが込められているという。
以降、『霊感ヤマカン第六感』、主婦向けの情報番組『ワイドショー・プラスα』、『アタック25』に加え、若者向け視聴者参加番組の『プロポーズ大作戦』と『ラブアタック!』の5本のレギュラーを担当。『ラブアタック!』では、番組内で使用するゲームのアイデアを考えるのが得意で、多くのゲームを考案した。一時期は『三枝の国盗りゲーム』も掛け持ちしていたが、あまりの忙しさで途中で降りたという。
1988年には『霊感ヤマカン第六感』や『ラブアタック!』の企画者でありディレクターの松本修が新たに企画した『探偵!ナイトスクープ』に構成作家の1人として参加し、以来36年以上担当を続けている。2021年には「ウルトラクイズの恒川さんに挑戦」という依頼の回で、クイズ対決の出題者として自ら出演した。

## 手掛けた番組

### 現在
- 探偵!ナイトスクープ（ABC制作・テレビ朝日系）

### 過去
- 霊感ヤマカン第六感（ABC制作・テレビ朝日系）
- ワイドショー・プラスα（ABC）
- パネルクイズ アタック25（ABC制作・テレビ朝日系）
- プロポーズ大作戦（ABC制作・テレビ朝日系）
- ラブアタック!（ABC制作・テレビ朝日系）
- 三枝の国盗りゲーム（ABC制作・テレビ朝日系）